# Rabia Balkhi (film)
Rabia Balkhi, Rabe'a Balkhi of Rabeia e Balkhi (Dari:رابعه بلخی) is een Afghaanse historische film uit 1974. Het vertelt het verhaal van Rabia Balkhi, een prinses en dichteres uit de tiende eeuw afkomstig uit Balkh. Balkhi wordt gezien als de eerste dichteres in de taal van het nieuwe Dari.

## Geschiedenis
De film werd geproduceerd door Nazir Films en wordt beschouwd als de eerste onafhankelijke film in Afghanistan.
Bijzonder is dat de film een aanval van de Taliban op het Afghan Film Organization (AFO) wist te overleven. In 1996 werd het Nationale Film Archief in Kabul aangevallen waarbij zo'n zesduizend filmbanden werden vernietigd. Een aantal films overleefde de aanval, waaronder Rabia Balkhi omdat zij vlak van tevoren waren verstopt achter een haastig gebouwde 'valse' muur. Na de val van de Taliban in 2001 werden de films herontdekt in 2002.
In 2004 werd de film getoond op het Festival des 3 Continents in Nantes.
In 2009 werd de film voor het eerst getoond met ondertiteling in Londen op het Afghanistan Film Festival.

## Verhaal
De legende en het verhaal van Rabia speelt zich af aan het hof van haar vader. Rabia wordt verliefd op Baktash, een slaaf, die als bevelhebber een oorlog wint. Wanneer haar broer Hares koning wordt en ontdekt dat zijn zus verliefd is op Baktash, via een gedicht dat Rabia zelf geschreven heeft, laat hij haar vermoorden. In een badhuis wordt zij gesneden in haar hals, terwijl ze sterft schrijft ze met haar bloed haar laatste gedicht op de muur. Baktash neemt wraak door Hares te vermoorden en vervolgens zichzelf.